# Myiopagis gaimardii
El fiofío selvático, (Myiopagis gaimardii), también denominado elaenia o elenia selvática (en Colombia, Ecuador y Panamá), fío-fío de la selva (en Perú) o bobito de la selva (en Venezuela), es una especie de ave paseriforme de la familia Tyrannidae perteneciente al género Myiopagis. Es nativo del norte y centro de América del Sur y del extremo este de América Central.

## Distribución y hábitat
Se distribuye desde Panamá hacia el sur a través de Colombia, Ecuador, Perú, hasta el centro de Bolivia y sureste de Brasil, y hacia el este por Venezuela, Guyana, Surinam, Guayana Francesa y norte de Brasil. También aparece en Trinidad y Tobago.
Esta especie es considerada bastante común y ampliamente diseminada en sus hábitats naturales: el dosel y los bordes de selvas húmedas y bosques secundarios, principalmente por debajo de los 1000 m de altitud.

## Descripción
El adulto alcanza los 12,7 cm de longitud y pesa 12,2 g. La cabeza tiene una corona negruzca con una franja central, en parte oculta, de color blanco o amarillo pálido. Las partes superiores son de color verde oliva, y las alas de plumas marrones tienen bordes amarillos y dos barras de alas amarillas. La garganta es blancuzca y el pecho es sombreado de color amarillo verdoso al amarillo en el vientre. Los sexos son similares.
M. g. trinitatis , la subespecie endémica a Trinidad, es más grande y tiene las partes superiores más desvaídas que las subespecies del continente.

## Comportamiento
A menudo son vistos acompañando bandadas mixtas del dosel, hurgando en el follaje y meneando la cola ligeramente.

### Alimentación
Son vistos solos o en parejas, encaramados dedicados a la captura de insectos y arañas en los niveles superiores del follaje. Además, con frecuencia comen bayas. 

### Reproducción
El nido es una copa poco profunda construido con raíces, cortezas e hierbas en un árbol. La puesta típica es de dos huevos de color crema marcados con rojizo y lavanda.

### Vocalización
El canto, oído frecuentemente, pero dado en largos intervalos, es un distintivo, agudo y enfático «ch-uiít», algunas veces variando para «chiui-chi-chi-chi».

## Sistemática

### Descripción original
La especie M. gaimardii fue descrita por primera vez por el ornitólogo francés Alcide d'Orbigny en 1840 bajo el nombre científico Muscicapara gaimardii; la localidad tipo es: «Yuracares, Bolivia».

### Etimología
El nombre genérico femenino «Myiopagis» se compone de las palabras del griego «muia, muias» que significa ‘mosca’, y «pagis» que significa ‘atrapar’; y el nombre de la especie «gaimardii», conmemora al naturalista francés Joseph Paul Gaimard (1796–1858)..

### Taxonomía
Los estudios genéticos indican que la presente especie es hermana de Myiopagis subplacens. La subespecie proposta M. g. subcinerea se considera sinónimo de la nominal.

### Subespecies
Según las clasificaciones del Congreso Ornitológico Internacional (IOC) y Clements Checklist/eBird v.2019 se reconocen cinco subespecies, con su correspondiente distribución geográfica:
- Myiopagis gaimardii macilvainii (Lawrence, 1871) – este de Panamá y norte de Colombia.
- Myiopagis gaimardii bogotensis (Berlepsch, 1907) – noreste de Colombia y norte de Venezuela.
- Myiopagis gaimardii trinitatis (Hartert & Goodson, 1917) – Trinidad.
- Myiopagis gaimardii guianensis (Berlepsch, 1907) – este de Colombia, sur de Venezuela, las Guayanas, Amazonia brasileña y noreste de Perú.
- Myiopagis gaimardii gaimardii (d'Orbigny, 1840) – este de Ecuador, este de Perú, centro y sureste de Brasil y norte de Bolivia.